# Mindre stråsäckspinnare
Mindre stråsäckspinnare (Psyche casta) är en fjärilsart som beskrevs av Peter Simon Pallas 1767. Mindre stråsäckspinnare ingår i släktet Psyche och familjen säckspinnare. Arten är reproducerande i Sverige. Inga underarter finns listade i Catalogue of Life.

## Bildgalleri

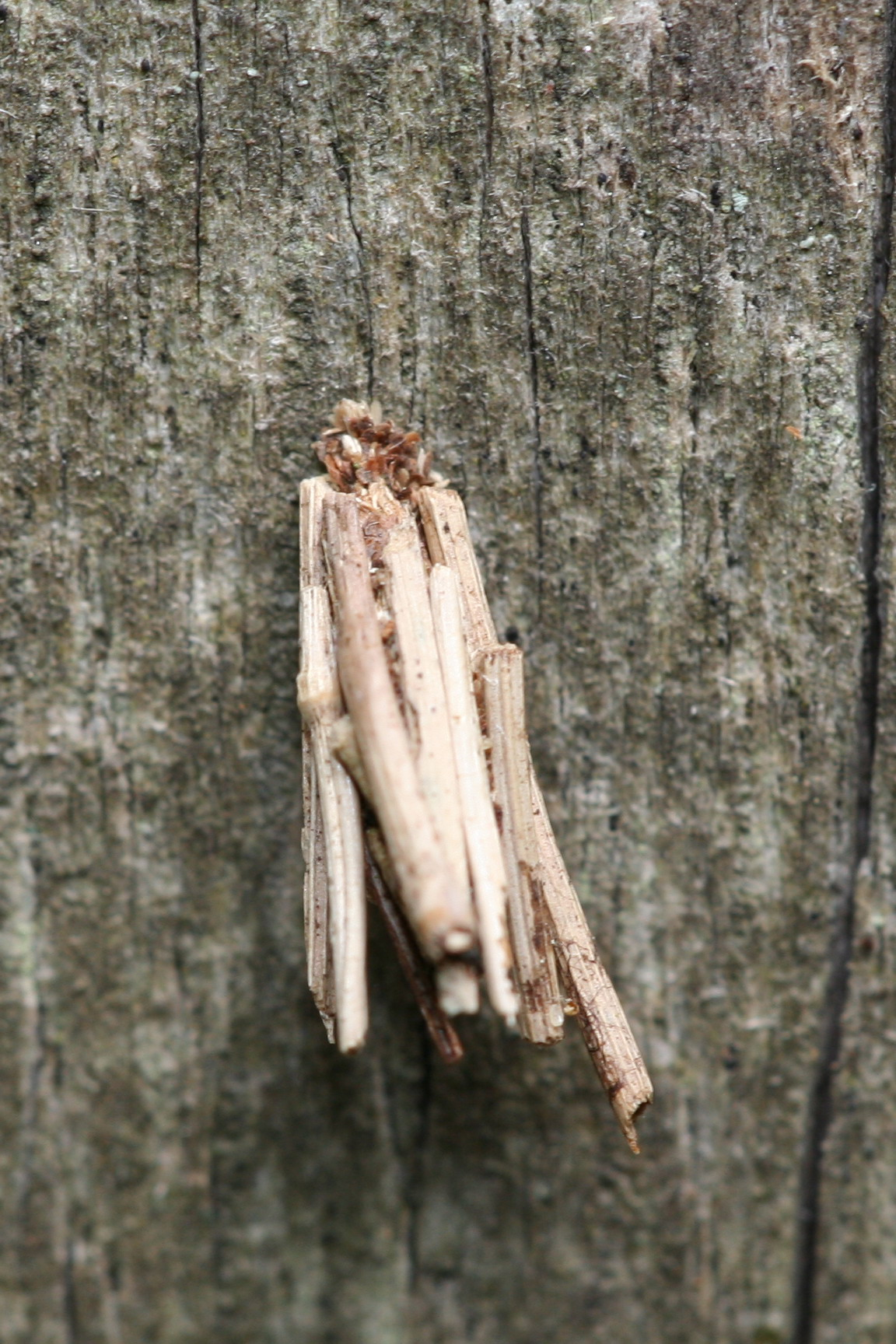
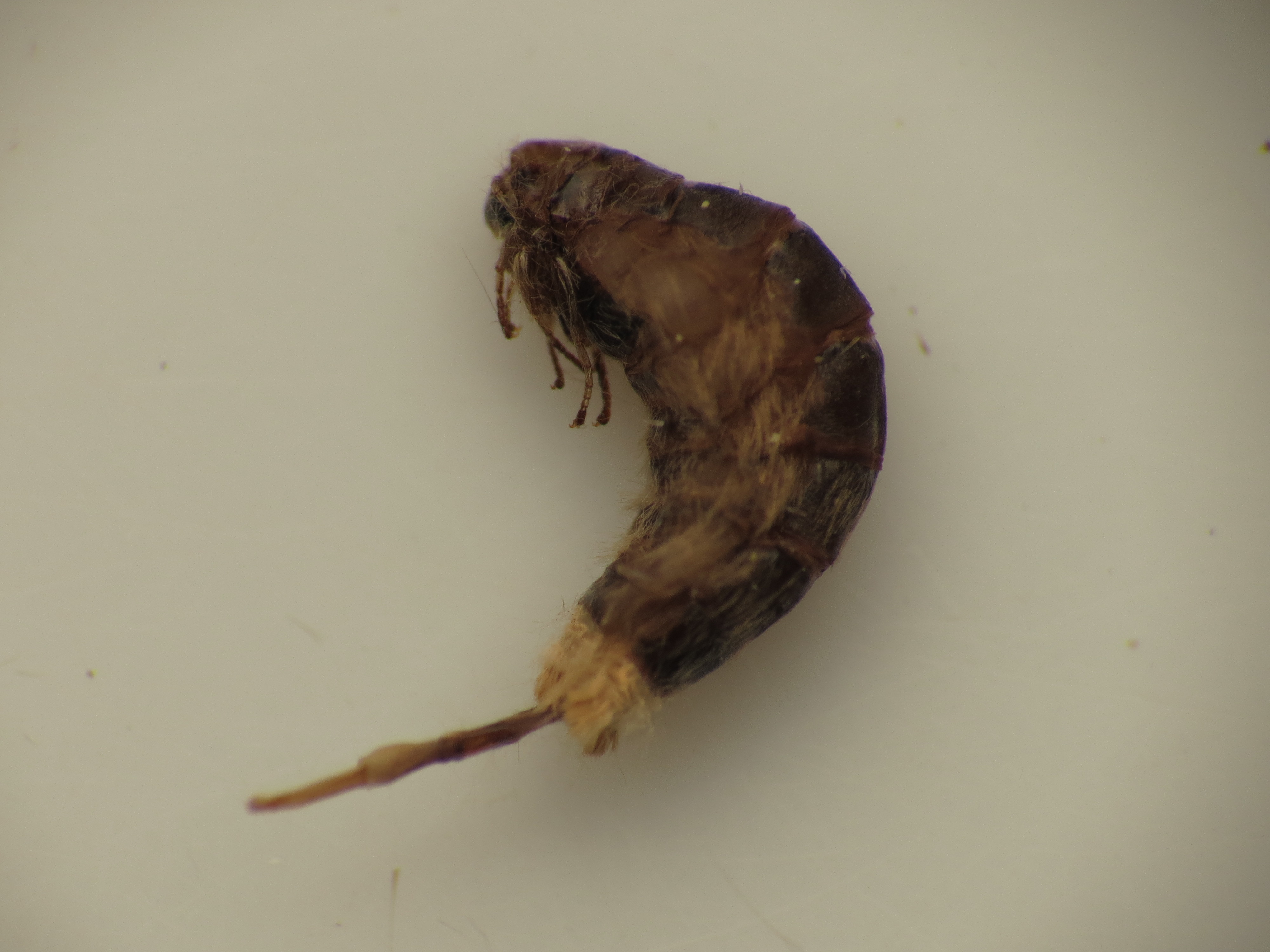